# Friedrich Engel (Baumeister)
Johann Daniel Friedrich Engel (* 20. September 1821 in Danzig; † 13. Mai 1890 in Berlin) war ein deutscher Architekt und Publizist.

## Leben
Friedrich Engel war ein Sohn des Lotsenkommandeurs David Engel und dessen Ehefrau Charlotte Friederike geb. Domanski. Er erhielt eine Handwerkerausbildung im Baugewerbe mit abschließender Meisterprüfung. 1839 begann er ein Studium an der Berliner Bauakademie, das er mit einer Baumeisterprüfung als Privatbaumeister abschloss. Er war im Büro von Stadtbaurat Friedrich Wilhelm Langerhans und als Privatbaumeister in Berlin tätig. 1846 ging er als Privatbaumeister nach Wriezen/Oder. Durch die Bekanntschaft mit Albrecht Philipp Thaer, einem Enkel von Albrecht Thaer, wendete er sich dem landwirtschaftlichen Bauen zu. Von 1852 bis 1856 unternahm er Studienreisen nach England, Frankreich und Belgien. Von 1857 bis zur Auflösung 1881 war er Dozent an der Landwirtschaftlichen Akademie in Proskau/Oberschlesien und nahm anschließend seinen Wohnsitz in Berlin, wo er sich vor allem der Ergänzung und Überarbeitung seiner Werke widmete.

## Publikationen
- Der Kalksandpisébau (Kalksandstampfbau), 1851
- Handbuch des landwirtschaftlichen Bauwesens, 1852 (11. Auflage 1923, bearbeitet von L. Noack)
- zahlreiche weitere Fachbücher und Zeitschriftenartikel